# Jacob Belsen
 (août 2024).
Si vous disposez d'ouvrages ou d'articles de référence ou si vous connaissez des sites web de qualité traitant du thème abordé ici, merci de compléter l'article en donnant les références utiles à sa vérifiabilité et en les liant à la section « Notes et références ».
Jacob Belsen, né Jakow Jakowlewitsch Belsen le 18 septembre 1870 dans l'oblast de Vladimir en Russie et mort le 29 septembre 1937 à New York, est un peintre, dessinateur, graveur, dessinateur, caricaturiste et illustrateur russo-letton.

## Biographie

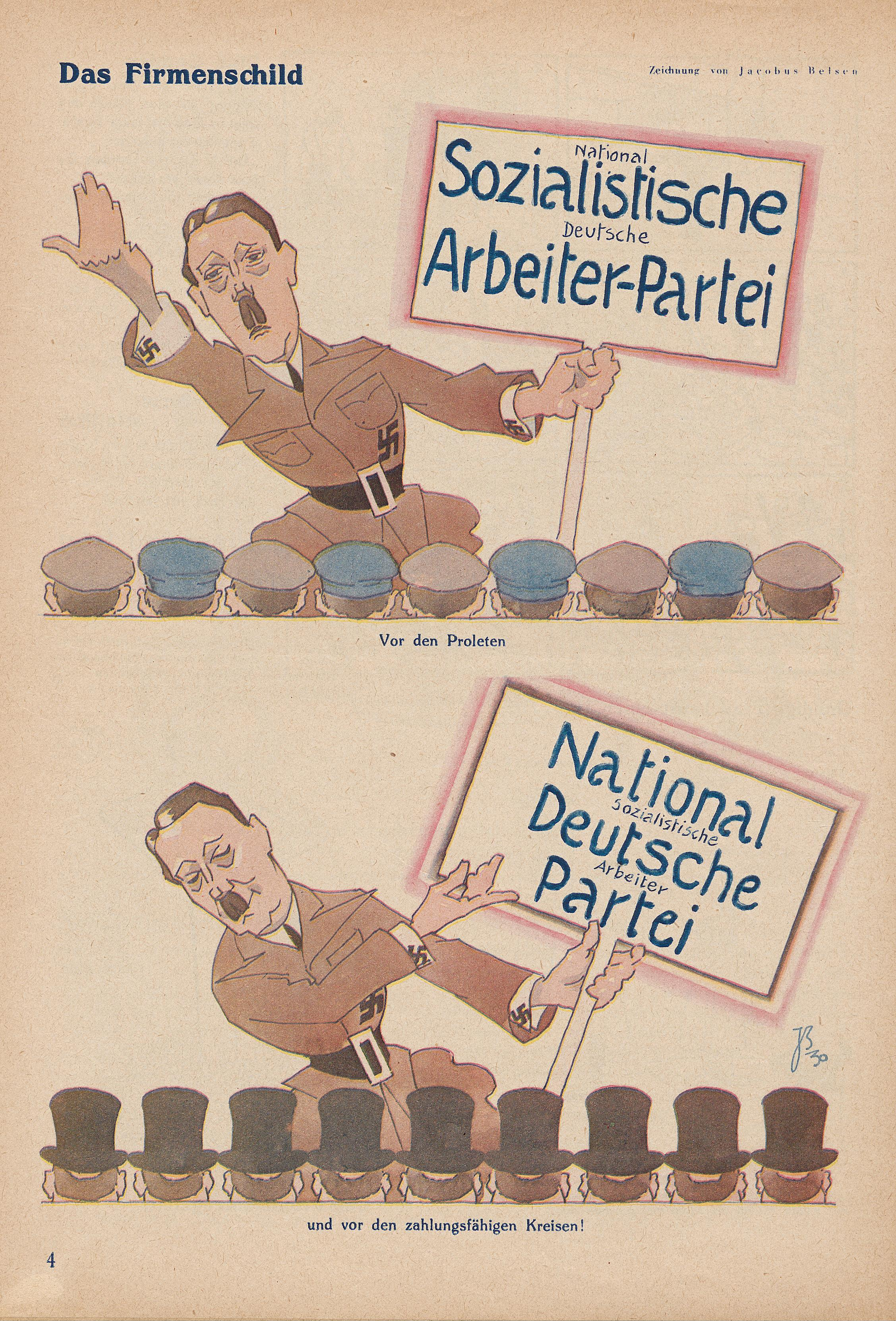
Das Firmenschild (« L'enseigne de l'entreprise »), caricature publiée dans Der wahre Jacob, 14 février 1931.

Jacob Belsen fréquente le lycée de l'Église réformée de Saint-Pétersbourg. En 1888-1890, il étudie à la Faculté de droit de l'Université impériale de Saint-Pétersbourg.
En 1890, il entre à l'Académie russe des beaux-arts ; il reçoit deux petites (1892) et deux grandes (1893) médailles d'argent. En 1894, il termine ses études avec le titre d'artiste de troisième classe.
À partir de 1895, il travaille comme professeur de dessin dans divers établissements d'enseignement de Saint-Pétersbourg. De 1905 à 1917, il travaille comme professeur de dessin et de peinture à l'École centrale de dessin technique du baron Alexander von Stieglitz à Saint-Pétersbourg.
En 1897, il réalise 95 dessins pour le roman Eugène Onéguine d'Alexandre Pouchkine. Il peint des scènes de genre, des paysages et des portraits. Il travaille à l'aquarelle, fait des illustrations pour des livres et de magazines, et réalise des caricatures pour le magazine Шут (« Le Bouffon »).
Il participe à des expositions organisées par des associations d'artistes russes et lettons (Riga, 1910 ; Saint-Pétersbourg, 1915 ; Moscou, 1916).
En 1919, il émigre en Allemagne et s'installe à Berlin. En 1921, il publie un recueil de bandes dessinées Герои смутного времени (Héros des temps triste) aux éditions d'exil berlinois « Голос России » (La Voix de la Russie). Il travaille dans la maison d'édition de livres d'A. Devrient et comme dessinateur dans des magazines de gauche libérale.
Après 1933, il émigre aux États-Unis, où il meurt en 1937.